# Bani Utub
De Bani Utub (of Bani Utbah, of Utoob) is een Arabische stam die oorspronkelijk uit de regio van Nadjd uit centraal-Arabië. De stam wordt verondersteld gevormd te zijn toen een groep verschillende stammengroepen ooit van Nadjd aan Koeweit aan de kust van de Perzische Golf in de recente zeventiende eeuw migreerde.
De tegenwoordig regerende families van Bahrein (de Al Khalifa), Koeweit (de Al-Sabah) and Saoedi-Arabië (het Huis van Saoed) zijn groepen die afkomstig zijn van de Bani Utub.